# Homer Curran
Homer Curran (Springfield (Misuri), Estados Unidos, 1885-1952) fue un guionista y dramaturgo estadounidense, especialmente conocido por escribir la opereta Song of Norway, junto con Milton Lazarus, adaptada sobre música del compositor noruego Edvard Grieg. Y también es conocido su libreto para la obra de teatro Magdalena: a Musical Adventure.